# Bilhac
|  | Per a altres significats, vegeu «Bilhac (Alier)». |

Bilhac (occità) Bilhac (francès) és un municipi francès al departament de la Corresa (regió de Nova Aquitània). Des del 2007 el nom oficial del municipi és Bilhac i no pas Billac.

## Demografia
| 1962                                       | 1968 | 1975 | 1982 | 1990 | 1999 | 2007 |
| ------------------------------------------ | ---- | ---- | ---- | ---- | ---- | ---- |
| 221                                        | 234  | 205  | 211  | 211  | 192  | 218  |
| Des de 1962: població sense dobles comptes |      |      |      |      |      |      |

## Administració
| Període | Identitat       | Partit |
| ------- | --------------- | ------ |
| 2001-   | Jean-Paul Dumas | PS     |